# Driver 76
Driver 76 é um jogo para o PlayStation Portable, lançado em 8 de maio de 2007 nos Estados Unidos e em 11 de maio de 2007 na União Europeia. O jogo é uma prequela para Driver: Parallel Lines, com a história se passando dois anos antes. Foi desenvolvido pela Sumo Digital e publicado pela Ubisoft. O jogo inclui novas missões e enredos, bem como conteúdo baixado para o PSP.